# СУ-100-Y
СУ-100-Y (читается как СУ-сто-игрек) — экспериментальная советская тяжёлая самоходная артиллерийская установка, построенная на базе опытного тяжёлого танка Т-100. Была выпущена в 1940 году в единственном экземпляре. Эпизодически применялась в ходе битвы за Москву зимой 1941—1942 годов.

## История создания
С самого начала «Зимней» советско-финской войны Красная Армия остро ощутила потребность в специальных бронированных инженерных машинах, поэтому в середине декабря 1939 года Военный Совет Северо-Западного фронта обязал завод № 185 создать инженерный танк с противоснарядным бронированием на базе Т-100. Эта машина предполагалась для выполнения инженерных задач: наводка моста, перевозка саперов и взрывчатки, эвакуация поврежденных танков с поля боя и тому подобных задач.
Однако в ходе проектирования КБ завода получило от начальника АБТУ РККА Д. Павлова задание на «постановку 152-мм пушки или другой подходящей с большими начальными скоростями на базу Т-100» для борьбы с дотами и другими фортификационными сооружениями. В связи с этим директор завода № 185 Н. Барыков обратился в Военный Совет Северо-Западного фронта с просьбой изменить решение фронта. Просьба была удовлетворена, и уже 8 января 1940 года чертежи корпуса Т-100-Х (Т-сто-икс, такое название получила машина) были переданы на Ижорский завод.
Т-100-Х отличался от Т-100 установкой вместо башен бронированной рубки клиновидной формы со 130-мм морской пушкой Б-13. Подвеска машины предполагалась торсионной, её изготовление поручили Кировскому заводу, имевшему опыт в этой области. В ходе изготовления бронедеталей для ускорения общей сборки машины форма рубки была изменена на более простую. Новая самоходная установка получила индекс СУ-100-Y (игрек), хотя в некоторых источниках она фигурирует как T-100-Y. Бронекорпус СУ-100-Y поступил с Ижорского завода 24 февраля, а 1 марта началась сборка машины. Уже 14 марта готовая самоходка совершила свой первый выезд.

## Технические характеристики
Самоходная артиллерийская установка СУ-100-Y имела, грубо говоря, «морские» корни. Её «сердцем» являлся двигатель ГАМ-34 мощностью 890 л. с., ранее устанавливавшийся на торпедных катерах-глиссерах. Основное вооружение машины составляла морская 130-мм пушка Б-13-IIс, которая, благодаря превосходной баллистике, использовалась для вооружения эсминцев и береговых батарей. Особенностью орудия был ствол длиной 50 калибров, обеспечивающий снаряду начальную скорость 870 м/с, поэтому даже при угле вертикальной наводки 30° удавалось достигнуть дальности стрельбы около 20 км. Пушка также имела высокую для наземных мобильных систем скорострельность — до 10-12 выстрелов в минуту. Также снаряд Б-13IIc имел 2,5 кг взрывчатки. Для сравнения, у 122-мм Д-25Т снаряд имеет 1,6 кг взрывчатого вещества.
Шасси артиллерийской установки было полностью заимствовано у танка Т-100. Просторная, полностью закрытая боевая рубка высотой в человеческий рост сваривалась из бронелистов толщиной 60 мм, представлявших эффективную защиту даже от огня полевой артиллерии противника. Боекомплект самоходки включал 30 выстрелов раздельного заряжания, что повлияло на численность экипажа, в состав которого входили два заряжающих. В качестве оборонительного вооружения предусматривались 3 пулемета ДТ калибра 7,62 мм. Мощный двигатель позволял тяжелой машине передвигаться по шоссе со скоростью 32 км/ч, однако на пересеченной местности эта скорость уменьшалась вдвое.

## Служба и боевое применение
В конце марта СУ-100-Y прибыла в Карелию, однако война к этому времени уже закончилась, и испытать СУ-100-Y в боевой обстановке не удалось. Однако самоходка всё же была испытана на остатках оборонительных линий финнов, уничтожая ДОТы обстрелом с больших дистанций по настильной траектории. Основными недостатками CУ-100-Y были признаны большая масса и значительные размеры, затруднявшие транспортировку машины по железной дороге.
Что касается самого СУ-100-Y, то ещё в ходе Советско-финской войны была предпринята попытка модернизировать его путём усиления вооружения. В январе 1940 года заместитель наркома обороны командарм 1-го ранга Г. Кулик дал указание «усилить вооружение Т-100 установкой на него 152-мм гаубицы М-10 для борьбы с надолбами». К середине марта 1940 года была изготовлена новая башня с 152-мм гаубицей М-10. Её предполагалось установить вместо имевшейся на Т-100 башни с 76-мм пушкой Л-11. Машина с такой артсистемой получила индекс Т-100-Z, однако башня не была установлена на танк в связи с принятием на вооружение КВ-1 и КВ-2. АБТУ прекратило все работы по дальнейшему совершенствованию Т-100.
В связи с прекращением работ дальнейшая судьба СУ-100-Y была предрешена. Самоходная установка была передана в Кубинку летом 1940 года. С началом войны САУ не эвакуировалась, а в ноябре 1941 года во время обороны Москвы СУ-100-Y вместе со 152-мм опытными САУ СУ-14 и СУ-14-1 вошла в состав самоходного артиллерийского дивизиона особого назначения. В ходе обороны Москвы они обстреливали с закрытых позиций в районе станции Кубинка немецкие войска. Однако точных сведений о боевом применении СУ-100-Y обнаружить не удалось до сих пор.
После войны СУ-100-Y вместе с СУ-14-2 находятся в Военно-историческом музее бронетанкового вооружения и техники в подмосковной Кубинке.

## В массовой культуре

### В игровой индустрии
- СУ-100-Y представлена в компьютерной игре Блицкриг 2 в компании СССР
- СУ-100-Y представлена в компьютерных играх World of Tanks и World of Tanks Blitz, выпущенной белорусской компанией Wargaming.net, как премиумная советская ПТ-САУ 6 уровня[2].
- СУ-100-Y представлена в компьютерной игре «War Thunder» от российской компании Gaijin Entertainment, как премиумная советская САУ 3 ранга[3].
- Су-100-Y представлена в компьютерной игре « Call to Arms— Gates of Hell: Ostfront» в миссии «Абсолютный ноль» в качестве САУ[источник не указан 1097 дней][значимость факта?].